# William K. Howard
William K. Howard (16 de junho de 1899 – 21 de fevereiro de 1954) foi um diretor, escritor e produtor norte-americano. Considerado um dos mais importantes diretores de Hollywood, ele dirigiu mais de 50 filmes entre 1921 a 1946, incluindo The Thundering Herd (1925), The Power and the Glory (1933), Fire Over England (1937) e Johnny Come Lately (1943).
William nasceu em St. Marys, Ohio e faleceu em Los Angeles, Califórnia.
Existe colaboração da sua autoria na revista ilustrada Cine   publicada em 1934.

## Filmografia parcial
- The Border Legion (1924)
- The Thundering Herd (1925)
- Volcano! (1926)
- Gigolo (1926)
- White Gold (1927)
- A Ship Comes In (1928)
- Sin Town (1929)
- The Valiant (1929)
- Christina (1929)
- Transatlantic (1931)
- Surrender (1931)
- The First Year (1932)
- Sherlock Holmes (1932)
- The Power and the Glory (1933)
- The Cat and the Fiddle (1934)
- Evelyn Prentice (1934)
- Rendezvous (1935)
- Mary Burns, Fugitive (1935)
- The Princess Comes Across (1936)
- Fire Over England (1937)
- The Squeaker (1937)
- Over the Moon (1939)
- Back Door to Heaven (1939)
- Money and the Woman (1940)
- Knute Rockne, All American (1940)
- 'Til We Meet Again (1940)
- Klondike Fury (1942)
- Johnny Come Lately (1943)
- A Guy Could Change (1946)